# Praying Mantis
Praying Mantis ist eine Rockband, die zusammen mit Gruppen wie Iron Maiden Ende der 1970er und Anfang der 1980er Jahre zu den Pionieren der New Wave of British Heavy Metal (NWoBHM) gehörte. Mit weiteren bekannten Bands dieser Zeit spielte die Band auf großen Festivals und stand mit dem 1981er Debütalbum Time Tells No Lies kurz vor einem weltweiten Durchbruch. Aufgrund vertraglicher Probleme erschien das zweite Album jedoch erst zehn Jahre später – zu einer Zeit, in der andere Klänge als der typisch-britische traditionelle Heavy-Metal-Stil der Band die Musikwelt dominierten.

## Geschichte

### Die Anfänge (1972–1975)
1972 baute Tino Troy (bürgerlich Constantino Neophytou) seine erste Gitarre in der Schule. Der Engländer fand später auf dem College einige Mitstreiter, so wie einen Proberaum. Mit seinen College-Freunden entschied sich Tino 1973 zur Gründung einer Band. Für diese fehlte jedoch ein Bassist. So fragte Tino seinen Bruder Chris (bürgerlich Christakis Neophytou), der die klassische spanische Gitarre erlernte, ob er in seiner Band Bass spielen möchte. Chris, der bis dahin nie einen Bass gesehen hatte, lernte dies schnell. Das Instrument bekam er von Tino, der seine selbstgebaute Gitarre in einen Bass umgebaut hatte, da er sich eine Gibson-SG-Gitarre gekauft hatte.
Der Vater des Sängers und Gitarristen Pete Moore arbeitete als Hausmeister an einer Schule. So konnte dieser der Band an Wochenenden einen Kohlenkeller für die Proben zur Verfügung stellen. Nachdem kurz darauf der Piano-Spieler Chris Hudson und der Schlagzeuger Gary Trotter hinzustießen, fiel die Wahl auf den Bandnamen „Junction“. Junction begannen mit Coverversionen von Status Quo und später Thin Lizzy sowie Wishbone Ash.
Nach einer Weile war die Band nicht mehr mit dem Schlagzeugspiel von Gary Trotter zufrieden. Chris Hudson übernahm die Rolle des Schlagzeugers, wodurch das Piano wegfiel. Da Chris das Spielen sehr schnell lernte, konnte die Band bereits ein halbes Jahr später einen ersten Auftritt in der Heimatstadt London absolvieren.
1975 hörte Tino Troy an einem College Stan Cunningham singen. Innerhalb einer Woche gehörte Stan zur Band. Stan brachte eigene Texte mit in die Band und nur wenige Tage später hatte die Band bereits einige eigene Kompositionen. Zu der Zeit benannten sich Junction in Praying Mantis um, die erste Besetzung stand.

### Die ersten Jahre (1975–1981)
Nachdem Praying Mantis vor allem auf privaten Partys gespielt hatten, hatten sie 1975 in einem Londoner Pub ihren ersten richtigen Auftritt. Kurz darauf wurden sie jedoch von ihrem Sänger Stan Cunningham verlassen. Dieser zog zurück nach Wales, da er alle seine Kurse am College beendet hatte. Ein neuer Sänger wurde vorerst nicht gesucht, alle vier verbleibenden Bandmitglieder teilten sich den Gesang auf.
Bald darauf rekrutierte die Band Jeff Crook als Manager. Dieser verschaffte ihnen viele weitere Auftritte und eine Aufnahmesession in den First Light 8 Track Studios. Dort nahm sie 1977 die Demo Captured City auf. Enthalten sind darauf die Klassiker Captured City, Johnny Cool und Lovers to the Grave.
Ende 1978 erzählte ein Freund Tino von dem HM Soundhouse in Kingsbury. Dort fragte die Band den DJ Neal Kay, ob er ihr Demo spielen würde. Kay nahm die Demoaufnahmen mit nach Hause, um sie sich anzuhören. In der folgenden Woche spielte er alle drei Lieder.
Anfang 1980 erschien die Compilation Metal for Muthas, an der viele aufstrebende Metal-Bands beteiligt waren. Neben zwei Liedern von Iron Maiden, war auch eine neue Aufnahme von Captured City von Praying Mantis zu hören. Die Besetzung der Band hatte sich mittlerweile leicht verändert. Dave Potts war der neue Schlagzeuger und Rob Angelo spielte nun die zweite Gitarre in der Band. Zusammen mit den Troy-Brüdern bestritten sie die erste Praying-Mantis-Tour: Die Metal for Muthas-Tour im Jahre 1980.
Nach erfolgreich absolvierter Tour war es nur noch eine Frage der Zeit, bis Praying Mantis die Gelegenheit bekamen ihr erstes Album aufzunehmen.
Steve Carroll hatte derweil Rob Angelo ersetzt und war bereits am Songwriting der LP Time Tells No Lies beteiligt.
Mitte 1981 erschien das Debüt und die Reaktionen der Metal-Fans waren durchweg positiv. Praying Mantis standen kurz vor dem Durchbruch. Jedoch zeigten schon kleine Unglücke während der Aufnahmen von Time Tells No Lies, dass die Band nicht immer unter einem guten Stern stand. So sollte ursprünglich ein von Russ Ballard geschriebenes Lied aufgenommen werden. Dieses hatte den Titel I Surrender. Während der Aufnahme bekam die Band jedoch die Nachricht, dass die Band Rainbow zeitgleich dieses Stück aufnahm und es als ihre nächste Single in Planung hatte.
Dies sollte nicht das einzige Problem bleiben. Kurz nach Erscheinen des Debüts, kam es zu Problemen mit dem Management, der Trend der New Wave of British Heavy Metal ging vorüber und Praying Mantis bekamen nicht die Chance ein zweites Album aufzunehmen.
Die großen Bands, wie Def Leppard und Iron Maiden hatten sich durchgesetzt, Praying Mantis verschwanden kurz vor dem großen Durchbruch in der Versenkung.

### Inaktive Zeit und andere Projekte (1981–1990)
Die Gebrüder Troy feierten erst 1985 wieder ein Comeback, als sie zusammen mit dem ehemaligen Iron-Maiden-Schlagzeuger Clive Burr, sowie Bernie Shaw (Gesang) und Alan Nelson (Keyboard) das Album Throwing Shapes veröffentlichten. Die neue Band nannte sich Stratus und war aus der 1983 gegründeten Band Escape entstanden, die es jedoch nur zu einigen Demo-Aufnahmen brachte.
Throwing Shapes von Stratus verkaufte sich vorwiegend in Japan gut. Ebenso wie bei Praying Mantis, blieb Stratus verwehrt, ein zweites Album aufzunehmen. Gründe dafür waren die Verkaufszahlen, die hinter den Erwartungen zurückblieben, sowie die Mitglieder selbst, die kein Potential mehr in der Band sahen. Bernie Shaw stieg 1986 bei Uriah Heep ein, Chris Troy bemühte sich um seine Ingenieurskarriere und sein Bruder Tino war währenddessen in verschiedenen Bands aktiv und an einigen Projekten beteiligt.
Für die Troy-Brüder kam das Schlüsselerlebnis zur Reaktivierung ihrer Band im Jahr 1990. Aufgrund einer Anfrage aus Japan, wurde eine Art „All-Star-Gruppe“ aus Pionieren des NWoBHM zusammengestellt. In dieser befanden sich Tino und Chris Troy, Paul Di’Anno, Dennis Stratton (ehemals Iron Maiden und Lionheart), sowie der Schlagzeuger Bruce Bisland (ehemals bei Weapon und Wildfire), den Tino Troy in den Bands Paddy Goes to Holyhead und The Wandering Crutchlees kennengelernt hatte.
Zusammen tourte die Band unter dem Banner „Praying Mantis & Paul Dianno, Dennis Stratton“ durch Japan, um dort das 10-jährige NWoBHM-Jubiläum zu feiern. Gespielt wurden dabei Lieder von den beiden ersten Iron-Maiden-Alben (Iron Maiden und Killers), sowie Praying-Mantis- und Lionheart-Material. Nach der Tour erschien ein Live-Album mit dem Titel Live at Last.

### Wiedergründung (1990–2004)
Nach der sehr erfolgreichen Japan-Tour wurde Praying Mantis ein neuer Plattenvertrag angeboten. Paul Di’ Anno verließ das Projekt, um mit seiner Band Killers zu arbeiten. Dennis Stratton, Bruce Bisland sowie Chris und Tino Troy waren Mitglieder der wiedergegründeten „Praying Mantis“. 1991 erschien das offiziell zweite Praying-Mantis-Album mit dem Titel Predator in Disguise. Stilistisch setzte die Band dort an, wo Time Tells No Lies aufgehört hatte. Eine weitere Tour durch Japan folgte.
1993 erschien A Cry for the New World. Für das Album nahm die Band einen neuen Sänger in ihre Reihen auf: Colin Peel. Dieser begleitete die Band jedoch nicht auf ihrer nachfolgenden Japan-Tour. Für ihn sprang Mark Thompson-Smith ein, der im selben Jahr die ausschließlich in Japan erschienene EP Only the Children Cry einsang. Auf dieser EP wurden abermals alte Liedideen verwendet. Eine neue Version von Only the Children Cry war 1995 auf dem Album To the Power of Ten zu hören. Gary Barden (ehemals MSG und Statetrooper) fungierte als Sänger. Ein Konzert in Tokio von 1996 wurde auf Video und auf CD veröffentlicht. Bei der Veröffentlichung wurde zum wiederholten Male die Marktorientierung der Band deutlich: Das Album Captured Alive in Tokyo City erschien in Europa als einzelne CD, in Japan dagegen als komplettes Konzert auf zwei CDs. Praying Mantis verwendeten für ihre fünf im Zeitraum von 1990 bis 1998 veröffentlichten Studioalben jeweils verschiedene Sänger. 1999 wurde die Doppel-CD-Compilation Demorabilia veröffentlicht, die Aufnahmen der Bands Escape, Stratus und Praying Mantis enthält. Viele der enthaltenen Lieder waren zu dem Zeitpunkt bereits durch einige Studioaufnahmen bekannt.
Im Jahre 2000 erschien Nowhere to Hide, das laut Kritiken abermals eine qualitative Steigerung darstellte. Zufrieden zeigte sich Chris Troy, der feststellte, dass ein zweites Album in der gleichen Besetzung aufgenommen wurde. Begleitet wurde das Erscheinen des Albums mit Auftritten in Japan, England und in Deutschland auf dem Wacken Open Air. An sämtlichen Orten erschlossen Praying Mantis neue Publikumsschichten. Kurze Zeit später stiegen Schlagzeuger Bruce Bisland und Sänger Tony O’Hora aus der Band aus. Gründe waren musikalischer Differenzen und Zeitprobleme, da beide Musiker zusammen mit Andy Scott bei The Sweet spielten.

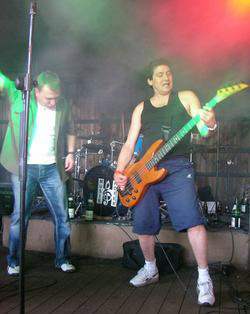
Praying Mantis live beim Headbanger's Open Air 2006

Zwar bestand die Band nach der Trennung offiziell nur noch aus Dennis Stratton, Chris und Tino Troy, jedoch wurden bei The Journey Goes On Gastmusiker, wie John Sloman und Dougie White (Gesang) sowie Martin Johnson (Schlagzeug) verpflichtet. 2004 erschien die Kompilation The Best of Praying Mantis, die die lediglich bestehende Verträge erfüllen sollte.

### Jüngere Vergangenheit (seit 2005)
Erst Ende 2005 meldete sich die Band in neuer Besetzung zurück. Um das 25-jährige NWoBHM-Jubiläum zu feiern, spielten Praying Mantis zusammen mit Bands, wie Magnum in London. Dennis Stratton fiel aus gesundheitlichen Gründen aus. Dennoch resultierte aus dem erfolgreichen Auftritt ein neuer Plattenvertrag.
Auch in den folgenden Jahren spielten Praying Mantis zahlreiche Auftritte, unter anderem in Griechenland und in Deutschland auf dem Headbanger’s Open Air.
Im Sommer 2009 erschien schließlich das neue Studio-Album „Sanctuary“, das positive Kritiken erhielt und das Auftritte in Japan, Großbritannien, Griechenland, Italien, Niederlande, Deutschland, Frankreich und Schweden nach sich zog.
Im Jahr 2013 gab es erneut Veränderungen in der Besetzung: Der Holländer Hans in 'T Zandt nahm am Schlagzeug Platz, während sein Landsmann John "Jaycee" Cuijpers den Job des Frontmanns und Sängers von Mike Freeland übernahm. Im August 2015 veröffentlichten Praying Mantis nach sechsjähriger Wartezeit auf dem italienischen Label Frontiers Music das neue Album Legacy, das bei Fans und Kritikern gleichermaßen auf positive Resonanz stieß.
Für Praying Mantis beinahe schon sensationell erschien im Mai 2018 in unveränderter Bandbesetzung der neue Long Player Gravity, ebenfalls bei Frontiers Music. Wie beim Vorgänger Legacy fielen die Kritiken (u. a. auf PowerMetal.de) auch hier sehr positiv aus, auch wenn teilweise eine zu starke Ausrichtung in Richtung AOR negativ angemerkt wurde. Der Veröffentlichung des Albums folgte eine Tour mit Auftritten in England, Spanien, Frankreich und Deutschland. Ein Auftritt beim Frontiers Rock Festival in Mailand im April 2018 wurde mitgeschnitten und im Dezember 2019 als Live-CD und DVD unter dem Titel Keep It Alive! veröffentlicht.

## Diskografie

### Studioalben
- 1981: Time Tells No Lies
- 1991: Predator in Disguise
- 1993: A Cry for the New World
- 1995: To the Power of Ten
- 1998: Forever in Time
- 2000: Nowhere to Hide
- 2003: The Journey Goes On
- 2009: Sanctuary
- 2015: Legacy
- 2018: Gravity
- 2022: Katharsis
- 2024: Defiance

### Livealben
- 1990: Live at Last (Live)
- 1994: Play in the East (Live)
- 1996: Captured Alive in Tokyo City (Live – CD, 2xCD, VHS)
- 2003: Captured Alive in Tokyo City (Live – DVD)
- 2019: Keep It Alive! (Live-CD + DVD)

### Kompilationen
- 1999: Demorabilia
- ????: Live + Singles
- ????: Cheated
- 2004: The Best of Praying Mantis (Best-of)
- 2011: Metalmorphosis – Japanese Edition

### Singles
- 1977: Captured City (Demo)
- 1980: Praying Mantis
- 1980: All Day and All of the Night
- 1981: Cheated
- 1982: Turn the Tables
- 1991: This Time Girl (Promo-CD)
- 1993: Only the Children Cry (EP)
- 2010: Witch Hunt (Online-Single)
- 2011: Metalmorphosis (EP)

### Auf Samplern
Aufgeführt sind nur relevante Kompilationen, die in den meisten Fällen Titel enthalten, die auf keinen regulären Veröffentlichungen der Band zu finden sind.
- 1980: Captured City auf Metal for Muthas
- 1980: Johnny Cool auf Metal Explosion from the Friday Rock Show
- 1985: Top of the Mountain auf The Best of British Rock – A Rock Collection
- 1999: A Question of Time, Panic in the Streets, Running for Tomorrow, 30 Pieces of Silver, Lovers to the Grave, Beads of Ebony, Flirting with Suicide und Children of the Earth auf Metal Crusade ‘99
- 2000: Wacken 2000 Special Report (VHS/DVD, Live und Interview)
- 2008: Children of the Earth und Turn the Tables auf Bang Your Head!!! 2007 (DVD)
- 2009: Captured City, Children of the Earth und Panic in the Streets auf Headbangers Open Air 2008 (DVD)
- 2012: Captured City, Can’t See the Angels und Turn the Tables auf Headbanger’s Open Air 2011 (DVD)

### Weitere Projekte
- 1985: Stratus: Throwing Shapes (mit Chris und Tino Troy)
- 1994: English Steel: Lucky Streak Vol. II (mit Tino Troy & Dennis Stratton)
- 1991: All Stars Featuring the Best of British Heavy Metal & Heavy Rock Musicians (mit Tino Troy und Dennis Stratton)
- 1999: Horakane: Eternal Infinity (mit Tony O’ Hora)
- 2006: Tony O’Hora: Escape into the Sun
- 2012: Backingvocals ShannoN (Love in your Eyes; Chris Troy, Tino Troy und Mike Freeland)